# نونا کاپرژنیسکا
نونا کاپرژنیسکا (انگلیسی: Nonna Koperzhynska; ۱ مهٔ ۱۹۲۰ – ۱۰ ژوئن ۱۹۹۹) بازیگر اهل اتحاد جماهیر شوروی سوسیالیستی بود.
وی همچنین برندهٔ جوایزی همچون نشان پرچم سرخ کار شده‌است.